# Producte tensorial
En matemàtiques, el producte tensorial, denotat per ⊗, es pot aplicar en diferents contexts a vectors, matrius, tensors, espais vectorials, àlgebres, espais vectorials topològics, i mòduls, entre moltes altres estructures o objectes. En cada cas el significat del símbol és el mateix: l'operació bilineal més general. En alguns contexts, aquest producte també s'anomena producte exterior. El terme "producte tensorial" també es fa servir en relació amb categories monoides.

## Producte tensorial d'espais vectorials
El producte tensorial V ⊗ W de dos espais vectorials V i W sobre un cos K es pot definir pel mètode de generadors i relacions.
Per construir V ⊗ W, es comença amb el conjunt de parelles ordenades en el producte cartesià V × W. Per als propòsits d'aquesta construcció, considereu aquest producte cartesià com a conjunt més que com a espai vectorial. L'espai vectorial lliure F en V × W es defineix agafant l'espai vectorial en què els elements de V × W són una base:
{\displaystyle F(V\times W)=\left\{\sum _{i=1}^{n}\alpha _{i}e_{(v_{i},w_{i})}\ {\Bigg |}\ n\in \mathbb {N} ,\alpha _{i}\in K,(v_{i},w_{i})\in V\times W\right\},}
on s'ha fet servir el símbol e (v,w)  per emfatitzar que es considera que aquests són linealment independents per definició per diferents (v, w) ∈ V × W.
El producte tensorial sorgeix definint les tres relacions d'equivalència següents en F (V×  W):
{\displaystyle {\begin{aligned}e_{(v_{1}+v_{2},w)}&\sim e_{(v_{1},w)}+e_{(v_{2},w)}\\e_{(v,w_{1}+w_{2})}&\sim e_{(v,w_{1})}+e_{(v,w_{2})}\\ce_{(v,w)}&\sim e_{(cv,w)}\sim e_{(v,cw)}\end{aligned}}}
on v, vi, w, i wi són vectors de V i W (respectivament), i c pertany al cos subjacent K. Notant per R l'espai generat per aquestes tres relacions d'equivalència, el producte tensorial del dos espais vectorials V i W és llavors l'espai quocient
{\displaystyle V\otimes W=F(V\times W)/R.}
També s'anomena l'espai de producte tensorial de V i W i és un espai vectorial (cosa que es pot verificar directament comprovant els axiomes d'espais vectorials). El producte tensorial de dos elements v i w és la classe d'equivalència (e( v,w) + R) de e(v,w) en V ⊗ W notada v ⊗ w. Aquesta notació enfosqueix una mica el fet que els tensors són sempre classes laterals: cal comprovar sempre que les manipulacions fetes mitjançant els representants (v,w) no depenen de l'elecció particular dels representants.
L'espai R es correspon amb zero en V ⊗ W, així que les tres relacions d'equivalència anteriors es converteixen en igualtats en l'espai de producte tensorial:
{\displaystyle {\begin{aligned}(v_{1}+v_{2})\otimes w&=v_{1}\otimes w+v_{2}\otimes w;\\v\otimes (w_{1}+w_{2})&=v\otimes w_{1}+v\otimes w_{2};\\cv\otimes w&=v\otimes cw=c(v\otimes w).\end{aligned}}}
Donades les bases {vi } i {wi } per V i W respectivament, els tensors {vi ⊗ wj } formen una base per V ⊗ W (generalment ordenada de manera que vi ⊗ wj+1 ve abans de vi+1 ⊗ wj). La dimensió del producte tensorial per tant és el producte de les dimensions dels espais originals; per exemple Rm ⊗ Rn  tindrà dimensió mn.
De vegades es parla dels elements de V ⊗ W com tensors, encara que aquest terme es també refereix a molts altres conceptes relacionats. Un element de V ⊗ W de la forma v ⊗ w s'anomena un tensor simple o pur. En general, un element de l'espai producte tensorial no és un tensor pur, sinó una combinació lineal finita de tensors purs. És a dir, si v1 i v₂ són linealment independents, i w1 i w₂ són també linealment independents, llavors v1 ⊗ w1 + v₂ ⊗ w₂ es pot escriure com a tensor pur. El nombre de tensors simples necessari per expressar un element d'un producte tensorial s'anomena el rang del tensor (no confondre amb ordre del tensor, que és el nombre d'espais dels quals s'ha pres el producte, en aquest cas 2; en la notació, el nombre d'índexs) i per a operadors lineals o matrius, considerats com (1,1) tensors (elements de l'espai V ⊗ V*), coincideix amb el rang de la matriu.

### Caracterització per una propietat universal
El problema és trobar un espai vectorial Z, tal que qualsevol aplicació bilineal ψ de V × W pugui ser identificada unívocament amb una aplicació lineal de Z. Z serà llavors el producte tensorial de V i W.
Considerant la categoria d'aplicacions bilineals ψ de V × W, els morfismes de la qual són les aplicacions lineals T, aplicades com T o ψ (que continua sent bilineal). L'a aplicació bilineal natural:
{\displaystyle {\begin{array}{rl}\varphi :V\times W&\to V\otimes W\\(u,w)&\mapsto u\otimes w\end{array}}}
és un objecte inicial d'aquella categoria.
Llavors el producte tensorial V ⊗ W es pot definir com la imatge de qualsevol objecte inicial φ', que és isomorf a φ.
Per això qualsevol aplicació bilineal {\displaystyle \scriptstyle \psi \in L^{2}(V\times W,X)} s'identifica de manera natural com una aplicació lineal {\displaystyle \scriptstyle T\in L(V\otimes W,X)} mitjançant {\displaystyle \scriptstyle \Psi =T\circ \varphi }.

### Com a functor
El producte tensorial també opera sobre aplicacions lineals entre espais vectorials. Específicament, donades dues aplicacions lineals S : V → X i T : W → Y entre espais vectorials, el producte tensorial de les dues aplicacions lineals S i T és una aplicació lineal
{\displaystyle S\otimes T:V\otimes W\rightarrow X\otimes Y}
definida per
{\displaystyle (S\otimes T)(v\otimes w)=S(v)\otimes T(w).}
D'aquesta manera, el producte tensorial esdevé un bifunctor de la categoria d'espais vectorials en si mateix, covariant en els dos arguments.
El producte Kronecker de dues matrius és la matriu del producte tensorial de les dues aplicacions lineals corresponents sota una elecció estàndard de bases dels productes tensorials (vegeu l'article sobre productes de Kronecker.

### Més de dos espais vectorials
La construcció i la propietat universal del producte tensorial es poden estendre per tenir en compte més de dos espais vectorials. Per exemple, suposant que V1, V₂, i V₃ són tres espais vectorials. El producte tensorial V1⊗V₂⊗V₃ es defineix amb una aplicació trilineal des del producte directe
{\displaystyle \varphi :V_{1}\times V_{2}\times V_{3}\to V_{1}\otimes V_{2}\otimes V_{3}}
de forma que, qualsevol aplicació trilineal F des del producte directe a un espai vectorial W
{\displaystyle F:V_{1}\times V_{2}\times V_{3}\to W}
es descompon en factors de manera única com
{\displaystyle F=L\circ \varphi }
on L és una aplicació lineal. El producte tensorial queda unívocament caracteritzat per aquesta propietat, fins a l'isomorfisme.
Aquesta construcció es relaciona amb nombrosos productes tensorials de dos espais. Per exemple, si V1, V₂, i V₃ són tres espais vectorials, llavors hi ha isomorfismes (naturals)
{\displaystyle V_{1}\otimes V_{2}\otimes V_{3}\cong V_{1}\otimes (V_{2}\otimes V_{3})\cong (V_{1}\otimes V_{2})\otimes V_{3}.}
De forma més general, el producte tensorial d'una família indexada arbitrària Vi, i ∈ I, es defineix per ser universal respecte a aplicacions multilineals del producte directe {\displaystyle \scriptstyle \prod _{i\in jo}V_{i}.}..

### Potència tensorial i trenat
Sia n un enter no negatiu. La n-èsima potència tensorial de l'espai vectorial V és el n producte tensorial de V per si mateix. És a dir
{\displaystyle V^{\otimes n}{\overset {\mathrm {def} }{=}}\underbrace {V\otimes \cdots \otimes V} _{n}.}
Una permutació σ; del conjunt {1,2…;,n } determina una aplicació de la n-èsima potència cartesiana de V
{\displaystyle \sigma :V^{n}\to V^{n}}
definia per
{\displaystyle \sigma (v_{1},v_{2},\dots ,v_{n})=(v_{\sigma 1},v_{\sigma 2},\dots ,v_{\sigma n}).}
Sia
{\displaystyle \varphi :V^{n}\to V^{\otimes n}}
sigui la immersió multilineal natural de la potència cartesiana de V en la potència tensorial de V. Llavors, per la propietat universal, hi ha un isomorfisme únic
{\displaystyle \tau _{\sigma }:V^{\otimes n}\to V^{\otimes n}}
tal que
{\displaystyle \varphi \circ \sigma =\tau _{\sigma }\circ \varphi .}
L'isomorfisme τσ s'anomena l'aplicació trena associada a la permutació σ.

## Producte Tensorial de dos tensors
Un tensor en V és un element d'un espai vectorial de la forma
{\displaystyle {\begin{matrix}T_{s}^{r}(V)&=&\underbrace {V\otimes \dots \otimes V} &\otimes &\underbrace {V^{*}\otimes \dots \otimes V^{*}} &=&V^{\otimes r}\otimes V^{*\otimes s}\\&&r&&s\end{matrix}}}
per a enters no negatius r i s. Hi ha una fórmula general pels components d'un (tensor) producte de dos (o més) tensors. Per exemple, si F i G són dos tensors covariants de rang m i n (respectivament) (és a dir. F ∈ T m0, i G ∈ T n0), llavors els components del seu producte tensorial venen donats per
Fórmules anàlogues també es compleixen per a tensors contravariants, així com per a tensors de variància mixta. Encara que en molts casos com quan hi ha un producte interior definit, la distinció és irrellevant.
En aquest exemple, se suposa que hi ha una base escollida B de l'espai vectorial V, i la base de qualsevol espai tensorial T sr se suposa tàcitament que és l'estàndard
(this basis is described in the article on Kronecker products).
Així, els components del producte tensorial de dos tensors són el producte ordinari dels components de cada tensor.
Fixeu-vos que al producte tensorial, el factor F consumeix el primer rang(F) d'índexs, i el factor G consumeix el següent rang(G) d'índexs, així
{\displaystyle \mathrm {rank} (F\otimes G)=\mathrm {rank} (F)+\mathrm {rank} (G).}
El tensor {\displaystyle \scriptstyle T_{s}^{r}(V)} es pot veure de manera natural com a mòdul per a l'àlgebra de Lie {\displaystyle \scriptstyle \mathrm {End} (V)} per mitjà de l'acció diagonal: per simplicitat se suposa {\displaystyle \scriptstyle r=s=1}, llavors, per a cada {\displaystyle \scriptstyle u\in \mathrm {End} (V)}
{\displaystyle u(a\otimes b)=u(a)\otimes b-a\otimes u^{*}(b),}
on {\displaystyle \scriptstyle u^{*}\in \mathrm {End} (V^{*})} és la transada de {\displaystyle \scriptstyle u}, és a dir, en termes de l'aparellament obvi en {\displaystyle \scriptstyle V\otimes V^{*}}, {\displaystyle \scriptstyle \langle u(a),b\rangle =\langle un,u^{*}(b)\rangle }.
Hi ha un isomorfisme canònic {\displaystyle \scriptstyle T_{1}^{1}(V)\rightarrow \mathrm {End} (V)} donat per
{\displaystyle (a\otimes b)(x)=\langle x,b\rangle a.}
Sota aquest isomorfisme, tots els {\displaystyle \scriptstyle u\in \mathrm {End} (V)} es poden veure primer com a endomorfismes de {\displaystyle \scriptstyle T_{1}^{1}(V)} i llavors veure's com a endomorfismes de {\displaystyle \scriptstyle \mathrm {End} (V)}. De fet és la representació adjunta {\displaystyle \scriptstyle \mathrm {ad} (u)} de {\displaystyle \mathrm {End} (V)}.

### Exemple
Sia U un tensor de tipus (1,1) amb components Uαβ, i sia V un tensor de tipus (1,0) amb components Vγ. Llavors
{\displaystyle U^{\alpha }{}_{\beta }V^{\gamma }=(U\otimes V)^{\alpha }{}_{\beta }{}^{\gamma }}
i
{\displaystyle V^{\mu }U^{\nu }{}_{\sigma }=(V\otimes U)^{\mu \nu }{}_{\sigma }.}
El producte tensorial hereta tots els índexs dels seus factors.

### Producte Kronecker de dues matrius
Amb matrius aquesta operació s'anomena normalment el producte Kronecker, un terme que es fa servir per deixar clar que el resultat una estructura de bloc particular imposada, en la qual cada element de la primera matriu es substitueix per la segona matriu, multiplicada er aquest element. Per a les matrius {\displaystyle \scriptstyle U} i {\displaystyle \scriptstyle V} que això és:
{\displaystyle U\otimes V={\begin{bmatrix}u_{1,1}V&u_{1,2}V&\cdots \\u_{2,1}V&u_{2,2}V\\\vdots &&\ddots \end{bmatrix}}={\begin{bmatrix}u_{1,1}v_{1,1}&u_{1,1}v_{1,2}&\cdots &u_{1,2}v_{1,1}&u_{1,2}v_{1,2}&\cdots \\u_{1,1}v_{2,1}&u_{1,1}v_{2,2}&&u_{1,2}v_{2,1}&u_{1,2}v_{2,2}\\\vdots &&\ddots \\u_{2,1}v_{1,1}&u_{2,1}v_{1,2}\\u_{2,1}v_{2,1}&u_{2,1}v_{2,2}\\\vdots \end{bmatrix}}.}
Per exemple, el producte tensorial de dues matrius quadrades bidimensionals:
{\displaystyle {\begin{bmatrix}a_{1,1}&a_{1,2}\\a_{2,1}&a_{2,2}\\\end{bmatrix}}\otimes {\begin{bmatrix}b_{1,1}&b_{1,2}\\b_{2,1}&b_{2,2}\\\end{bmatrix}}={\begin{bmatrix}a_{1,1}{\begin{bmatrix}b_{1,1}&b_{1,2}\\b_{2,1}&b_{2,2}\\\end{bmatrix}}&a_{1,2}{\begin{bmatrix}b_{1,1}&b_{1,2}\\b_{2,1}&b_{2,2}\\\end{bmatrix}}\\&\\a_{2,1}{\begin{bmatrix}b_{1,1}&b_{1,2}\\b_{2,1}&b_{2,2}\\\end{bmatrix}}&a_{2,2}{\begin{bmatrix}b_{1,1}&b_{1,2}\\b_{2,1}&b_{2,2}\\\end{bmatrix}}\\\end{bmatrix}}={\begin{bmatrix}a_{1,1}b_{1,1}&a_{1,1}b_{1,2}&a_{1,2}b_{1,1}&a_{1,2}b_{1,2}\\a_{1,1}b_{2,1}&a_{1,1}b_{2,2}&a_{1,2}b_{2,1}&a_{1,2}b_{2,2}\\a_{2,1}b_{1,1}&a_{2,1}b_{1,2}&a_{2,2}b_{1,1}&a_{2,2}b_{1,2}\\a_{2,1}b_{2,1}&a_{2,1}b_{2,2}&a_{2,2}b_{2,1}&a_{2,2}b_{2,2}\\\end{bmatrix}}.}
El rang de la resultant és com a màxim 4, i la dimensió resultant 16. Aquí rang denota el rang del tensor (nombre d'índex necessaris), mentre que el rang de la matriu és el nombre de vectors fila (o columna) linealment independents.
Un cas representatiu és el producte Kronecker de dues matrius rectangulars qualssevol. Un producte diàdic és el cas especial del producte tensorial entre dos vectors de la mateixa dimensió.

### Producte tensorial d'aplicacions multilineals
Donades dues aplicacions multilineals {\displaystyle \scriptstyle f(x_{1},\dots ,x_{k})} i {\displaystyle \scriptstyle g(x_{1},\dots ,x_{m})} el seu producte tensorial és la funció multilineal
{\displaystyle (f\otimes g)(x_{1},\dots ,x_{k+m})=f(x_{1},\dots ,x_{k})g(x_{k+1},\dots ,x_{k+m}).}

## Relació amb l'espai dual
En la discussió en la propietat universal, substituint X pel cos escalar subjacent de V i W resulta que l'espai {\displaystyle \scriptstyle (V\otimes W)^{*}} (l'espai dual de {\displaystyle \scriptstyle V\otimes W}, que conté tots els functionals lineals en aquest espaia) s'identifica de manera natural amb l'espai de tots els functionals bilineals en {\displaystyle \scriptstyle V\times W}. En altres paraules, cada funcional bilineal és un funcional al producte tensorial, i viceversa.
Quan sigui que {\displaystyle \scriptstyle V} i {\displaystyle \scriptstyle W} siguin de dimensió finita, hi ha un isomorfisme natural entre {\displaystyle \scriptstyle V^{*}\otimes W^{*}} i {\displaystyle \scriptstyle (V\otimes W)^{*}}, mentre que per a espais vectorials de dimensió arbitrària només es té una inclusió {\displaystyle \scriptstyle V^{*}\otimes W^{*}\subset (V\otimes W)^{*}}. Així, els tensors dels functionals lineals són functionals bilineals. Això dona una manera nova de mirar l'espai de functionals bilineals, com a producte tensorial ell mateix.

## Sobre anells més generals
La notació ⊗R  es refereix a un producte tensorial de mòduls sobre un anell R.

## Producte Tensorial per a programadors informàtics
Llengüatges de programació multidimensionals:
Els Llengüatges de programació multidimensionals poden tenir l'operació producte tensorial incorporada. Per exemple, a APL el producte tensorial s'expressa com {\displaystyle \scriptstyle \circ .\times } (per exemple {\displaystyle \scriptstyle A\circ .\times B} o {\displaystyle \scriptstyle A\circ .\times B\circ .\times C}). En J el producte tensorial és la forma diàdica de */ (per exemple a */ b o a */ b */ c).
Fixeu-vos que en J el tractament també permet la representació d'alguns camps tensorials (igual com a i b poden ser funcions en comptes de constants llavors el resultat és una funció, i si a i b són diferenciables, llavors a*/b és diferenciable).
Tanmateix, aquestes classes de notació no són universalment presents en llengües multidimensionals. Altres llenguatges multidimensionals poden exigir tractament explícit d'índexs (per exemple, MATLAB), i/o pot no acceptar funcions d'ordre superior com el jacobià (per exemple, Fortran/APL).